# 카마궤이주

카마궤이 주의 위치

카마궤이주(스페인어: Provincia de Camagüey)는 쿠바 중부에 있는 주로 주도는 카마궤이이며 면적은 15,413.82km2, 인구는 782,458명(2010년 기준)이다.
북쪽으로는 대서양, 동쪽으로는 라스투나스 주, 남쪽으로는 카리브해, 서쪽으로는 시에고데아빌라 주와 접한다. 13개 지방 자치체를 관할한다.